# Femnet
Femnet, également appelée African Women's Development and Communication Network, est une organisation panafricaine créée en 1988 afin de promouvoir le développement de la femme en Afrique.
Femnet aide les organisations non gouvernementales à partager des informations, des projets et des expériences sur le développement de la femme, de l'égalité des sexes et d'autres droits humains.

## Activités
Femnet est initialement lancé en 1988 pour faciliter les préparatifs des participantes africaines à la quatrième conférence mondiale sur les femmes tenue à Pékin, en Chine, en 1995. 
La mise en place de ce réseau  est animée par des militantes féministes basées à  Nairobi, au Kenya.
Femnet travaille avec la Commission des Nations unies sur la condition de la Femme, la Conférence Mondiale contre le Racisme et l'Union Africaine.
Femnet organise son premier atelier de formation en 1990, au Kenya, en travaillant avec le Fonds des Nations unies pour l'enfance (UNICEF) et l'Agence canadienne de développement international (ACDI). L'atelier permet de former des formateurs, et d'améliorer les approches et lematériel pédagogique. Durant la suite des années 1990, Femnet organise des sessions de formation en Swaziland, en Zambie, laux États-unis et au Malawi. L'Agence des États-unis pour le développement international(USAID) apporte également son concours.
Puis elle forme des formateurs pour des sessions en Afrique du Sud, en Ouganda au Ghana.
Femnet met aussi l'accent sur  l'implication des hommes dans la lutte pour l'égalité des sexes, et sur les responsables politique.
En juillet 2008, Femnet a coordonné le lancement officiel à Nairobi, au Kenya, de la Gender Equality Architecture Reform, une campagne des Nations unies en Afrique. En 2010, Femnet est active dans plus de 37 pays africains.

## Premières directrices exécutives
- Njoki Wainaina, une des fondatrices
- Lynne Muthoni Wanyeki
- Therese Niyondiko[4]

## Premières présidentes
- Sara Hlupekile Longwe[5]
- Mama Koite Doumbia.